# Cerithiopsida rowelli
Cerithiopsida rowelli är en snäckart som först beskrevs av Bartsch 1911.  Cerithiopsida rowelli ingår i släktet Cerithiopsida och familjen Cerithiopsidae. Inga underarter finns listade i Catalogue of Life.